# Вихтимйоки
Вихтимйоки, в верхнем течении Халкойоки, — река в России, течёт по территории Суоярвского района Карелии.

## Физико-географическая характеристика
Протекает через озеро Вихтимъярви. Впадает в озеро Курналампи, через которое протекает река Ирста. Длина реки — 24 км, площадь водосборного бассейна — 80,4 км².

## Данные водного реестра
По данным государственного водного реестра России относится к Балтийскому бассейновому округу, водохозяйственный участок реки — Шуя, речной подбассейн реки — Свирь (включая реки бассейна Онежского озера). Относится к речному бассейну реки Нева (включая бассейны рек Онежского и Ладожского озера).
Код объекта в государственном водном реестре — 01040100112102000014332.

## Фотографии
|  |  |